# Ремс-Мур (район)
Ремс-Мур (нем. Rems-Murr-Kreis) — район в Германии. Центр района — город Вайблинген. Район входит в землю Баден-Вюртемберг. Подчинён административному округу Штутгарт. Занимает площадь 858,14 км². Население — 417 693 чел. Плотность населения — 487 человек/км².
Официальный код района — 08 1 19.
Район подразделяется на 31 общину.

## Города и общины
Города
1. Бакнанг (35 666)
2. Фелльбах (44 010)
3. Мурхардт (14 359)
4. Шорндорф (39 323)
5. Вайблинген (52 926)
6. Вайнштадт (26 253)
7. Вельцхайм (11 257)
8. Винненден (27 877)

Объединения общин
Общины
1. Альфдорф (7 209)
2. Альмерсбах-им-Таль (4 835)
3. Альтютте (4 151)
4. Аспах (8 313)
5. Ауенвальд (6 985)
6. Берглен (6 203)
7. Бургштеттен (3 433)
8. Гроссерлах (2 635)
9. Кайзерсбах (2 696)
10. Кернен (15 082)
11. Кирхберг-на-Муре (3 629)
12. Корб (10 440)
13. Лойтенбах (10 801)
14. Оппенвайлер (4 294)
15. Плюдерхаузен (9 577)
16. Ремсхальден (13 531)
17. Рудерсберг (11 680)
18. Швайкхайм (9 332)
19. Шпигельберг (2 174)
20. Зульцбах-на-Муре (5 462)
21. Урбах (8 521)
22. Вайсах-им-Таль (7 209)
23. Винтербах (7 847)